# Aparoopa
Aparoopa (ассам. অপৰূপা) — дебютный художественный фильм режиссёра Джахну Баруа, снятый на ассамском языке в 1982 году. Главные роли исполнили Биджу Пхукан и Сухасини Мулай. Первый ассамский фильм произведённый на средства National Film Development Corporation of India. Был удостоен Национальной кинопремии как лучший фильм года на ассамском языке.

## Сюжет
Рана Пхукан, капитан армии, возвращается в Ассам спустя четыре года, скучая по видам и звукам родной деревни. В местной больнице он встречает её владельца Баруа, мужа его подруги детства и сокурсницы Апарупы. В свободное время Рана пытается помогать односельчанам. Он устраивает брак Радхи, преследуемой сплетнями, с другом. Он также видит боль под шутливым цинизмом Дживана, поэта-актера.
Баруа знает о тоске Апарупы и погружается в работу чайных плантаций. Рана все больше и больше времени проводит с Апарупой, что помогает ей развеяться. Баруа остается зрителем их постепенного сближения. Деревенские жители также всё видят и начинают шептаться. Между тем мать Раны умирает, обрывая все его связи с деревней, кроме недавно появившихся смутных чувств к Апарупе. Баруа отправляется расширять бизнес в Калькутту, полностью осознавая накаляющуюся ситуацию между Раной и Апарупой, что делает выбор Апарупы намного проще. Однако вместо того, чтобы уехать с Раной, она оставляет его удивлённого на станции. Вскоре после этого женщина умирает от серьезной болезни со счастливым сердцем.

## В ролях
- Биджу Пхукан — Рана Пхукан
- Сухасини Мулай[англ.] — Апарупа
- Сушма Сетх[англ.] — мать Раны
- Гириш Карнад — мистер Кханна
- Руну Деви Тхакур[2] — Радха